# Meridià 25 a l'est

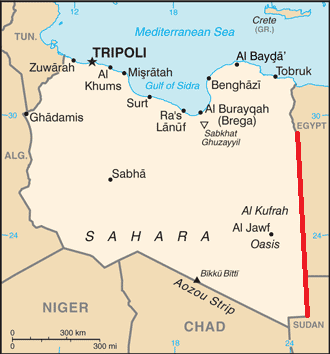
El meridià 25a l'est delimita la major part de la frontera oriental de Líbia amb Egipte i Sudan

El meridià 25 a l'est de Greenwich és una línia de longitud que s'estén des del pol Nord travessant l'oceà Àrtic, Europa, Àfrica, l'oceà Índic, l'oceà Antàrtic i l'Antàrtida fins al pol Sud.
El meridià 25 a l'est forma un cercle màxim amb el meridià 155 a l'oest. La major part de la frontera entre Líbia i Egipte es defineix pel meridià, igual que gran part de la frontera entre Sudan i Líbia.
Com tots els altres meridians, la seva longitud correspon a una semicircumferència terrestre, uns 20.003,932 km. Al nivell de l'Equador, és a una distància del meridià de Greenwich de 2.783 km.

## De Pol a Pol
Començant en el pol Nord i dirigint-se cap al pol Sud, aquest meridià travessa:
| Coordenades                             | País, territori o mar         | Notes |  |
| --------------------------------------- | ----------------------------- | --- |  |
| 90° 0′ N, 25° 0′ E / 90.000°N,25.000°E  | Oceà Àrtic                    | |  |
| 80° 15′ N, 25° 0′ E / 80.250°N,25.000°E | Noruega                       | Illa de Nordaustlandet, Svalbard |  |
| 79° 20′ N, 25° 0′ E / 79.333°N,25.000°E | mar de Barents                | |  |
| 76° 29′ N, 25° 0′ E / 76.483°N,25.000°E | Noruega                       | Illa de Hopen, Svalbard |  |
| 76° 26′ N, 25° 0′ E / 76.433°N,25.000°E | mar de Barents                | |  |
| 71° 2′ N, 25° 0′ E / 71.033°N,25.000°E  | Noruega                       | |  |
| 68° 37′ N, 25° 0′ E / 68.617°N,25.000°E | Finlàndia                     | |  |
| 65° 38′ N, 25° 0′ E / 65.633°N,25.000°E | Mar Bàltic                    | Golf de Botnia |  |
| 65° 3′ N, 25° 0′ E / 65.050°N,25.000°E  | Finlàndia                     | Illa de Hailuoto |  |
| 65° 2′ N, 25° 0′ E / 65.033°N,25.000°E  | Mar Bàltic                    | Golf de Botnia |  |
| 64° 55′ N, 25° 0′ E / 64.917°N,25.000°E | Finlàndia                     | Passa a través de Hèlsinki |  |
| 60° 10′ N, 25° 0′ E / 60.167°N,25.000°E | Mar Bàltic                    | Golf de Finlàndia |  |
| 59° 39′ N, 25° 0′ E / 59.650°N,25.000°E | Estònia                       | Illa de Prangli |  |
| 59° 37′ N, 25° 0′ E / 59.617°N,25.000°E | Mar Bàltic                    | Golf de Finlàndia |  |
| 59° 29′ N, 25° 0′ E / 59.483°N,25.000°E | Estònia                       | Passa just a l'est de Tallinn |  |
| 58° 0′ N, 25° 0′ E / 58.000°N,25.000°E  | Letònia                       | |  |
| 56° 18′ N, 25° 0′ E / 56.300°N,25.000°E | Lituània                      | |  |
| 54° 9′ N, 25° 0′ E / 54.150°N,25.000°E  | Belarús                       | |  |
| 51° 55′ N, 25° 0′ E / 51.917°N,25.000°E | Ucraïna                       | Província de Volínia — passa just a l'oest de Lutsk província de Lviv — passa just a l'est de Zolochiv província de Ternopil — passa just a l'est de Berejani óblast d'Ivano-Frankivsk — passa a través de Kolomyia província de Txernivtsí |  |
| 47° 44′ N, 25° 0′ E / 47.733°N,25.000°E | Romania                       | |  |
| 43° 44′ N, 25° 0′ E / 43.733°N,25.000°E | Bulgària                      | |  |
| 41° 23′ N, 25° 0′ E / 41.383°N,25.000°E | Grècia                        | |  |
| 40° 57′ N, 25° 0′ E / 40.950°N,25.000°E | Mar Mediterrani               | Mar Egeu - passant just a l'oest de l'illa de Lemnos, Grècia |  |
| 39° 33′ N, 25° 0′ E / 39.550°N,25.000°E | Grècia                        | Illa d'Agios Efstratios |  |
| 39° 29′ N, 25° 0′ E / 39.483°N,25.000°E | Mar Mediterrani               | Mar Egeu |  |
| 37° 46′ N, 25° 0′ E / 37.767°N,25.000°E | Grècia                        | Passant just a través del punt més a l'est de l'illa d'Andros |  |
| 37° 46′ N, 25° 0′ E / 37.767°N,25.000°E | Mar Mediterrani               | Mar Egeu |  |
| 37° 40′ N, 25° 0′ E / 37.667°N,25.000°E | Grècia                        | Illa de Tinos |  |
| 37° 38′ N, 25° 0′ E / 37.633°N,25.000°E | Mar Mediterrani               | Mar Egeu - passant just a l'est de l'illa de Syros, Grècia |  |
| 36° 59′ N, 25° 0′ E / 36.983°N,25.000°E | Grècia                        | Illa de Despotiko |  |
| 36° 57′ N, 25° 0′ E / 36.950°N,25.000°E | Mar Mediterrani               | Mar Egeu · passant entre les illes de Folegandros i Sikinos, Grècia |  |
| 36° 36′ N, 25° 0′ E / 36.600°N,25.000°E | Mar Mediterrani               | Mar de Creta |  |
| 35° 25′ N, 25° 0′ E / 35.417°N,25.000°E | Grècia                        | Illa de Creta |  |
| 34° 56′ N, 25° 0′ E / 34.933°N,25.000°E | Mar Mediterrani               | |  |
| 31° 57′ N, 25° 0′ E / 31.950°N,25.000°E | Líbia                         | |  |
| 31° 30′ N, 25° 0′ E / 31.500°N,25.000°E | Egipte                        | |  |
| 30° 50′ N, 25° 0′ E / 30.833°N,25.000°E | Líbia                         | Durant uns 12 km |  |
| 30° 44′ N, 25° 0′ E / 30.733°N,25.000°E | Egipte                        | |  |
| 29° 15′ N, 25° 0′ E / 29.250°N,25.000°E | Frontera entre Líbia i Egipte | |  |
| 22° 0′ N, 25° 0′ E / 22.000°N,25.000°E  | Frontera entre Sudan i Líbia  | |  |
| 20° 0′ N, 25° 0′ E / 20.000°N,25.000°E  | Sudan                         | |  |
| 9° 58′ N, 25° 0′ E / 9.967°N,25.000°E   | Sudan del Sud                 | |  |
| 7° 58′ N, 25° 0′ E / 7.967°N,25.000°E   | República Centreafricana      | |  |
| 5° 0′ N, 25° 0′ E / 5.000°N,25.000°E    | R.D. del Congo                | |  |
| 11° 15′ S, 25° 0′ E / 11.250°S,25.000°E | Zàmbia                        | |  |
| 17° 36′ S, 25° 0′ E / 17.600°S,25.000°E | Namíbia                       | Franja de Caprivi |  |
| 17° 43′ S, 25° 0′ E / 17.717°S,25.000°E | Botswana                      | Passant a través de Makgadikgadi Pan |  |
| 25° 45′ S, 25° 0′ E / 25.750°S,25.000°E | Sud-àfrica                    | Província del Nord-oest (Sud-àfrica) Cap Septentrional - durant uns 8 km Província del Nord-oest Cap Septentrional - durant uns 8 km Estat Lliure (Sud-àfrica) Cap Septentrional Cap Oriental                                               |  |
| 33° 59′ S, 25° 0′ E / 33.983°S,25.000°E | Oceà Índic                    | |  |
| 60° 0′ S, 25° 0′ E / 60.000°S,25.000°E  | Oceà Antàrtic                 | |  |
| 70° 7′ S, 25° 0′ E / 70.117°S,25.000°E  | Antàrtida                     | Terra de la Reina Maud, reclamat per Noruega |  |